# Elsa Kourani
Elsa Kourani (15. november 1913 i Beirut – 2. juni 2003) var en dansk skuespillerinde.
Hun havde en libanesisk far og en dansk mor.
Gennemgik Det kongelige Teaters elevskole.
Senere engageret til Odense Teater, Det Ny Teater og Aarhus Teater.
Har også optrådt på Folketeatret, Nygade Teatret og på provinsturnéer.
Hun medvirkede jævnligt i både radio og TV.
Arbejdede også som arabisk tolk for politiet.
Hun er begravet på Sundby Kirkegård.

## Filmografi
- Lykke på rejsen – 1947
- Sikken en nat – 1947
- Gengæld – 1955
- Een blandt mange – 1961
- Gudrun – 1963
- Premiere i helvede – 1964
- Mor bag rattet – 1965
- Der var engang en krig – 1966
- Dagens Donna – 1990